# Cosmosoma ochreipennis
Cosmosoma ochreipennis là một loài bướm đêm thuộc phân họ Arctiinae, họ Erebidae.